# Dorfkirche Grabow (Heiligengrabe)

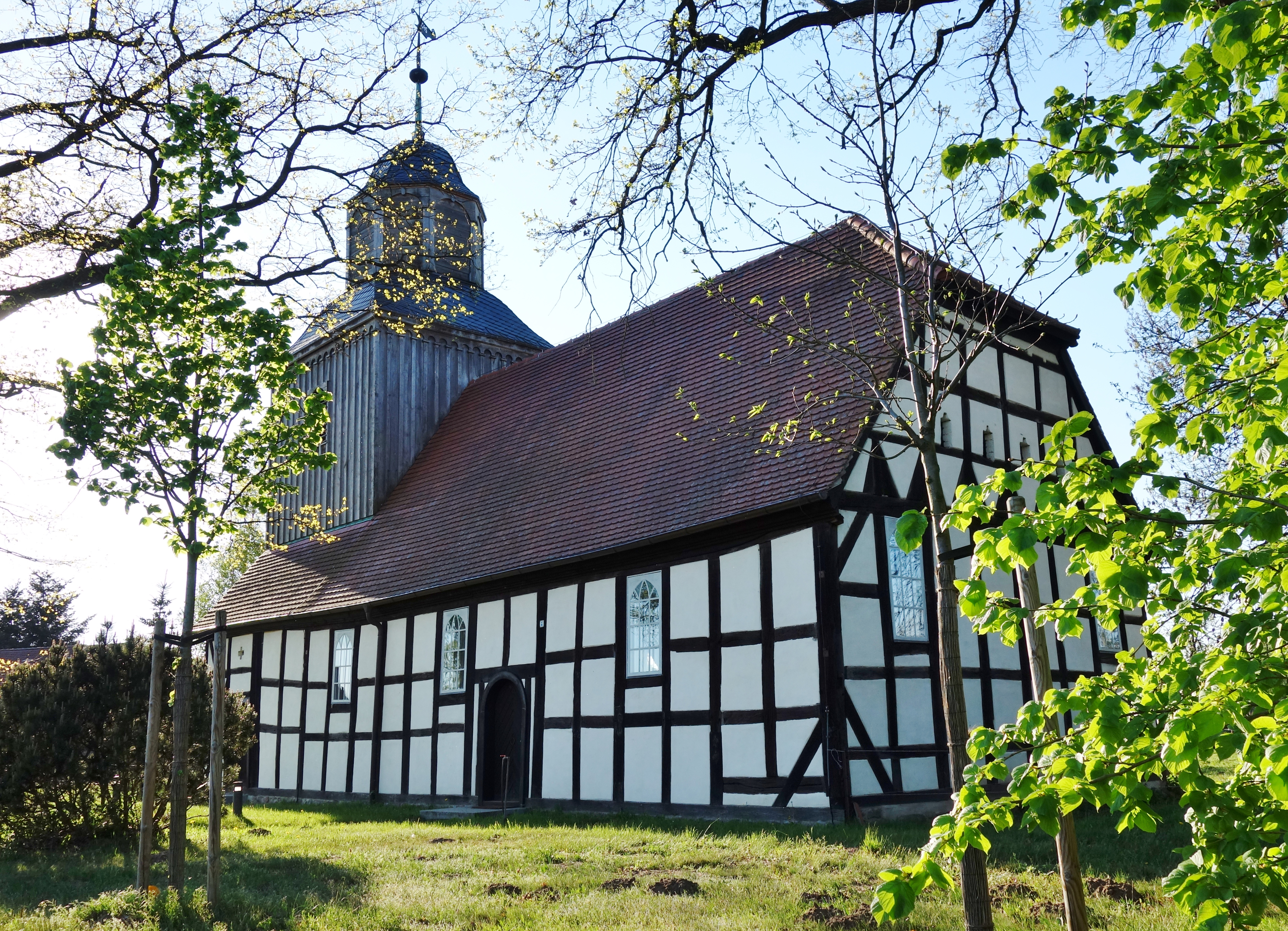
Dorfkirche Grabow von Südosten

Die evangelische, denkmalgeschützte Dorfkirche Grabow steht in Grabow bei Blumenthal, einem Ortsteil der Gemeinde Heiligengrabe im Landkreis Ostprignitz-Ruppin in Brandenburg. Die Kirchengemeinde gehört zum Pfarrsprengel Jäglitz-Nadelbach im Kirchenkreis Prignitz der Evangelischen Kirche Berlin-Brandenburg-schlesische Oberlausitz.

## Beschreibung
Die Fachwerkkirche wurde im Kern 1595 erbaut. Ihr Langhaus wurde 1792 ebenfalls aus Fachwerk um zwei Fensterachsen nach Westen verlängert. Aus dem Satteldach, das im Osten einen Krüppelwalm hat, erhebt sich im Westen ein quadratischer, mit Brettern verkleideter Dachturm, auf dem ein achteckiger Aufsatz sitzt, der mit einer Glockenhaube bedeckt ist. 
Der Innenraum hat im Westen eine Empore. Im Osten wurde eine Winterkirche abgeteilt. Zur Kirchenausstattung gehört der hölzerne Korb einer barocken Kanzel, der auf den Fußboden gestellt wurde.